# Hexatoma (Eriocera) bevisi
Hexatoma (Eriocera) bevisi is een tweevleugelige uit de familie steltmuggen (Limoniidae). De soort komt voor in het Afrotropisch gebied.